# Aïn Naga
Aïn Naga è un comune dell'Algeria, situato nella provincia di Biskra.